# 常岡俊昭
常岡 俊昭（つねおかとしあき）は日本の精神科医、昭和医科大学准教授。

## 著書

### 単著
- 『僕らのアディクション治療法』星和書店、2019年[1]